# Shamattawa
Shamattawa är en ort i Kanada.   Den ligger i provinsen Manitoba, i den östra delen av landet, 1 600 km nordväst om huvudstaden Ottawa. Shamattawa ligger 80 meter över havet och antalet invånare är 920.
Terrängen runt Shamattawa är platt. Runt Shamattawa är det glesbefolkat, med 16 invånare per kvadratkilometer..
Omgivningarna runt Shamattawa är i huvudsak ett öppet busklandskap.